# Geoffrey Herklots
Geoffrey Alton Craig Herklots (10 de agosto de 1902 - 14 de enero de 1986) fue un botánico, y ornitólogo británico.

## Biografía
Obtuvo su doctorado por la Trinity College, Universidad de Cambridge, en botánica y una calificación en zoología.
Desde 1928 fue profesor adjunto de biología en la Universidad de Hong Kong hasta la ocupación japonesa de Hong Kong en 1941. Durante la cual fue internado en Stanley (Hong Kong), hasta 1945. Después de la guerra regresó a Londres y se unió al servicio colonial. De 1953 a 1960 fue director del Colegio Imperial de Agricultura Tropical en Trinidad y Tobago.

## Algunas publicaciones
- Crook, A.H.; & Herklots, G.A.C. (eds.) 1930. The Hong Kong Naturalist. A quarterly illustrated journal principally for Hong Kong and South China. V. 1. Newspaper Enterprise Limited: Hong Kong. V. 9-10 1938.
- Herklots, G.A.C. 1932. The Flowering Shrubs and Trees of Hong Kong. Ed. Newspaper Enterprise, 232 p.
- -------------------. 1938. Flowering Shrubs and Trees: Second Twenty. Hong Kong nature series. Ed. G.A.C. Herklots at the University, 45 p.
- -------------------. 1947. Vegetable Cultivation in Hong Kong. 2ª ed. ilustrada de South China Morning Post, 208 p.
- -------------------. 1951. The Hong Kong Countryside. South China Morning Post: Hong Kong. 175 p.
- -------------------. 1953. Hong Kong Birds. South China Morning Post: Hong Kong.
- -------------------. 1961. The Birds of Trinidad and Tobago. Collins: Londres.
- -------------------. 1961. Common Marine Food-fishes of Hong Kong: 50 species described in English and Chinese (con 16 recetas europeas y 18 chinas)  Con S.Y. Lin. 3ª ed. de South China Morning Post, 89 p.
- -------------------. 1967. Hong Kong Birds. South China Morning Post: Hong Kong, 2ª ed.
- -------------------. 1972. Vegetables in South-East Asia. George Allen and Unwin: Londres. 525 p.
- -------------------. 1972. The Birds of Trinidad and Tobago. Reimpreso de Collins, 287 p.
- -------------------. 1976. Flowering Tropical Climbers. Ed. Dawson, 194 p.

## Eponimia
- (Orchidaceae) Eria herklotsii P.J.Cribb[3]
- (Poaceae) Arundinaria herklotsii (McClure) Demoly[4]